# Kleine saamische Schriften
Kleine saamische Schriften (svenska: samiska småskrifter) var en skriftserie som grundades 2008 av Michael Rießler och Elisabeth Scheller vid Humboldt-universitetet i Berlin för att publicera bidrag om språk, litteratur och kulturer i Sápmi. Serien upphörde 2014, efter att bara två titlar givits ut (2008 och 2009). Den fortsatte sedan med nya utgivare under namnet Samica.
Utgivningen bedrevs med rent vetenskaplig snarare ekonomiska målsättning. Band 1 är en liten samling av kildinsamiska folkloristiska sagor av läraren Lazar Dmitrievitsj Jakovlev (1918–1993) från Lovozero. Texterna var avsedda att stödja undervisningen i detta hotade språk. Band 2 är den andra utgivna diktsamlingen av den skoltesamiska forfattaren och diktaren Askold Bazjanov (1934–2012). I tillägg till den ryska originalversionen presenterar boken, som blev till tack vare Elisabeth Schellers redaktionella innsats, också för första gången en engelsk översättning av Bazjanovs poesi.

## Översikt över banden
1. Kleine saamische Schriften. band 1: Лазарь Д. Яковлев: Ла̄зэр ка̄ллса моаййнас : Кырьйха лӣ Е̄льцэ Нӣна. Ред.: Нина Е. Афанасьева, Михаэль Рисслер (Lāzer kāllsa moajjnas : kyr'jcha lī Ēl'ce Nīna / Red.: Lazar Jakovlev, Nina Afanasjeva, Michael Rießler). Nordeuropa-Institut der Humboldt-Universität zu Berlin, Berlin 2008, ISBN 978-3-932406-91-1 (kildinsamiska, 38 s.)
2. Kleine saamische Schriften. band 2: Аскольд Бажанов: Стихи и поэмы о саамском крае (Stikhi i poemy o saamskom kraje / Askold Bazjanov ) = Askold Bažanov: Verses & poems on the Saami land. Translated by Naomi Caffee. Nordeuropa-Institut der Humboldt-Universität zu Berlin, Berlin 2009, ISBN 978-3-932406-92-8 (ryska, engelska, 206 s.)